# MITS Altair 680
MITS Altair 680 (Altair 680) је био професионални рачунар фирме MITS који је почео да се производи у Сједињеним Америчким Државама од 1975. године.
Користио је Motorola 6800 као микропроцесор. RAM меморија рачунара је имала капацитет од 1 KB. 

## Детаљни подаци
Детаљнији подаци о рачунару Altair 680 су дати у табели испод.
|                       |                                                           |
| [ 1 ]                 |                                                           |
| Произвођач            |                                                           |
| Тип                   | професионални рачунар                                     |
| Меморија              | 1 KB                                                      |
| Поријекло             | Сједињене Америчке Државе                                 |
| Година                | 1975                                                      |
| Тастатура             | 27 адресних и контролних прекидача и прекидача за податке |
| Процесор              |                                                           |
| Фреквенција процесора | 500                                                       |
| RAM                   | 1 KB                                                      |
| ROM                   | 1 KB                                                      |
| Текст                 | зависи од коришћеног видео терминала                      |
| Графика               |                                                           |
| Боја                  |                                                           |
| Звук                  | непознато                                                 |
| Димензије             | 28 (ширина) x 28 (дубина) x 12 (висина)                   |
| Портови               |                                                           |
| Оперативни систем     |                                                           |